# Cy Young Award

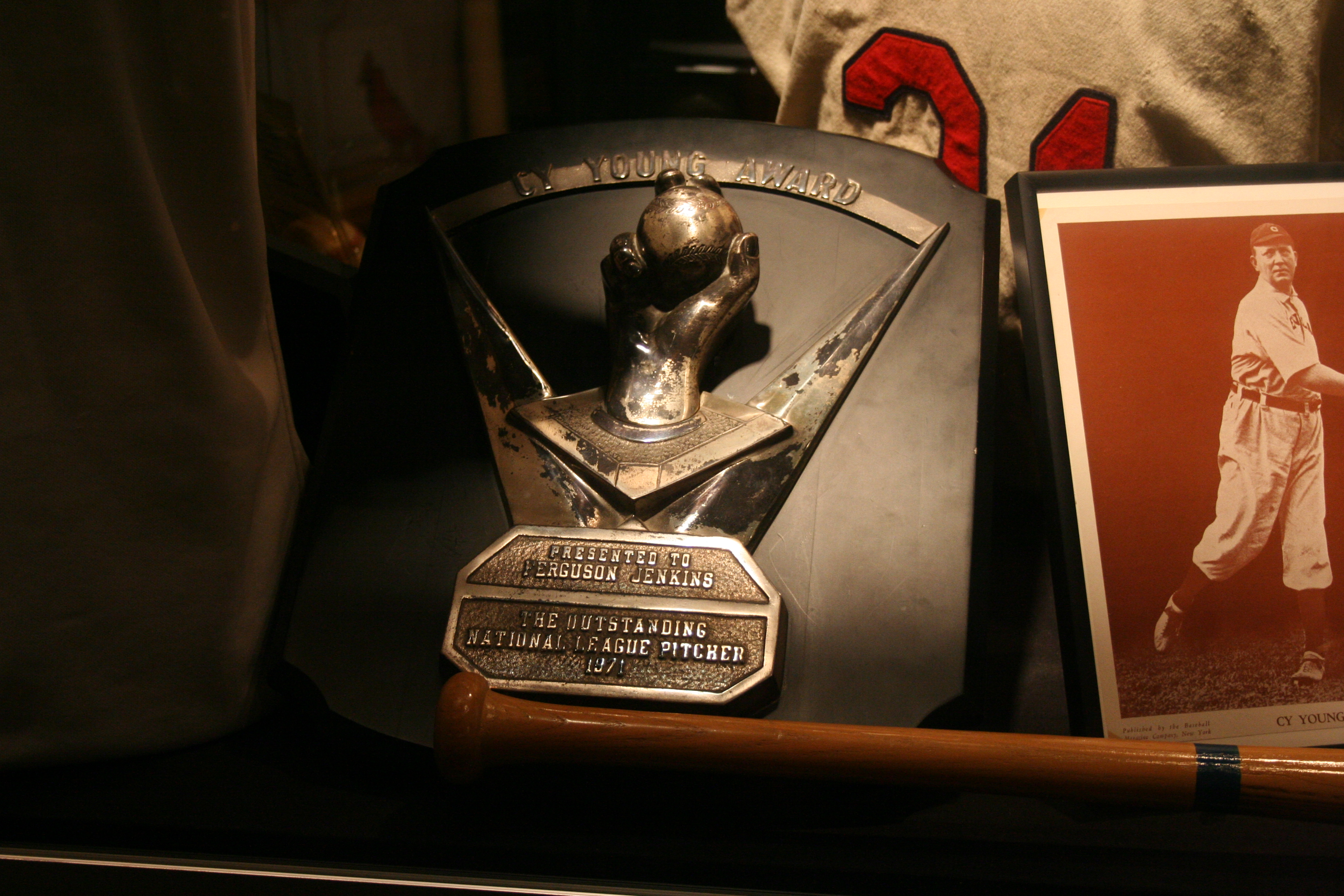
Der Cy Young Award von Ferguson Jenkins in der kanadischen Baseball Hall of Fame

Der Cy Young Award ist eine Baseball-Trophäe. Sie wird seit 1956 jährlich an die besten Pitcher (deutsch „Werfer“) der Major League Baseball (MLB) vergeben. Von 1956 bis 1966 wurde sie jährlich an nur einen Pitcher aus der MLB vergeben. Seit 1967 werden die besten Pitcher der American League (AL) und der National League (NL) separat ausgezeichnet. Mit der Schaffung dieses Awards soll der 1955 verstorbene Cy Young geehrt werden.
Rekordpreisträger ist mit sieben Auszeichnungen Roger Clemens, gefolgt von Randy Johnson mit fünf Auszeichnungen.

## Geschichte und Vergabe

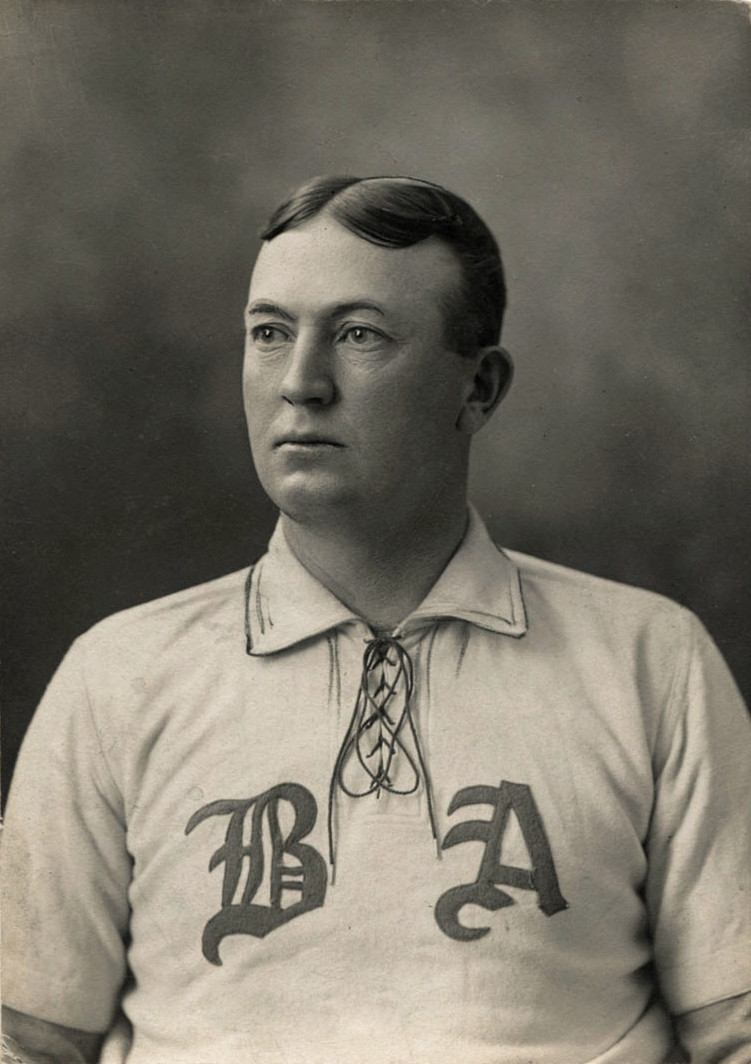
Der Namensgeber des Awards: Cy Young (1902)

Der Cy Young Award wurde 1956 von Ford Frick zu Ehren des 1955 verstorbenen Pitchers und Mitglied der Baseball Hall of Fame Cy Young geschaffen. Von 1956 bis 1966 wurde jedes Jahr nur ein Pitcher aus der MLB mit dem Cy Young Award ausgezeichnet. Als Frick in den Ruhestand ging, wurde es durch Anpassungen im Wahlverfahren möglich, jeweils einen Pitcher aus der American League und der National League zu wählen. Der erste Spieler, der mit dem Award ausgezeichnet wurde, war Don Newcombe von den Brooklyn Dodgers. Ein Jahr später wurde mit Warren Spahn der erste linkshändige Pitcher ausgezeichnet. Bis 2020 konnten Roger Clemens, Roy Halladay, Randy Johnson, Pedro Martínez, Gaylord Perry und Max Scherzer den Award in beiden Ligen der MLB gewinnen.
Die Preisträger werden durch eine Abstimmung der Baseball Writers’ Association of America gewählt. Für jede Stadt, in der ein MLB-Franchise vertreten ist, sind jeweils zwei Journalisten als Wahlmänner stimmberechtigt. Somit stimmen 30 Wahlmänner für die American League und 30 für die National League ab. Die Wahlen finden vor dem Start der Postseason statt. Auf den Stimmzetteln sind erste, zweite, dritte, vierte und fünfte Plätze zu vermerken. Für eine Erstplatzierung werden sieben Punkte vergeben, für zweite Plätze vier Punkte, für Drittnennungen drei Punkte, vierte Plätze bekommen zwei Punkte und fünfte Plätze einen Punkt. Sollten mehrere Spieler die gleiche Höchstpunktzahl erhalten, wird der Preis geteilt.
Für den Cy Young Award können rechts- wie auch linkshändige Pitcher nominiert werden, wohingegen für den Warren Spahn Award ausschließlich linkshändige Pitcher infrage kommen. Einige Gewinner des Cy Young Awards, wie Greg Maddux, Steve Carlton und Clayton Kershaw, wurden auch mit dem Gold Glove Award ausgezeichnet. Dieser wird jedoch nicht für die Leistungen als Pitcher verliehen, sondern für überlegenes Defensivspiel, das heißt für eine herausragende Verteidigung des geschlagenen Balles.

## Gewinner des Cy Young Awards

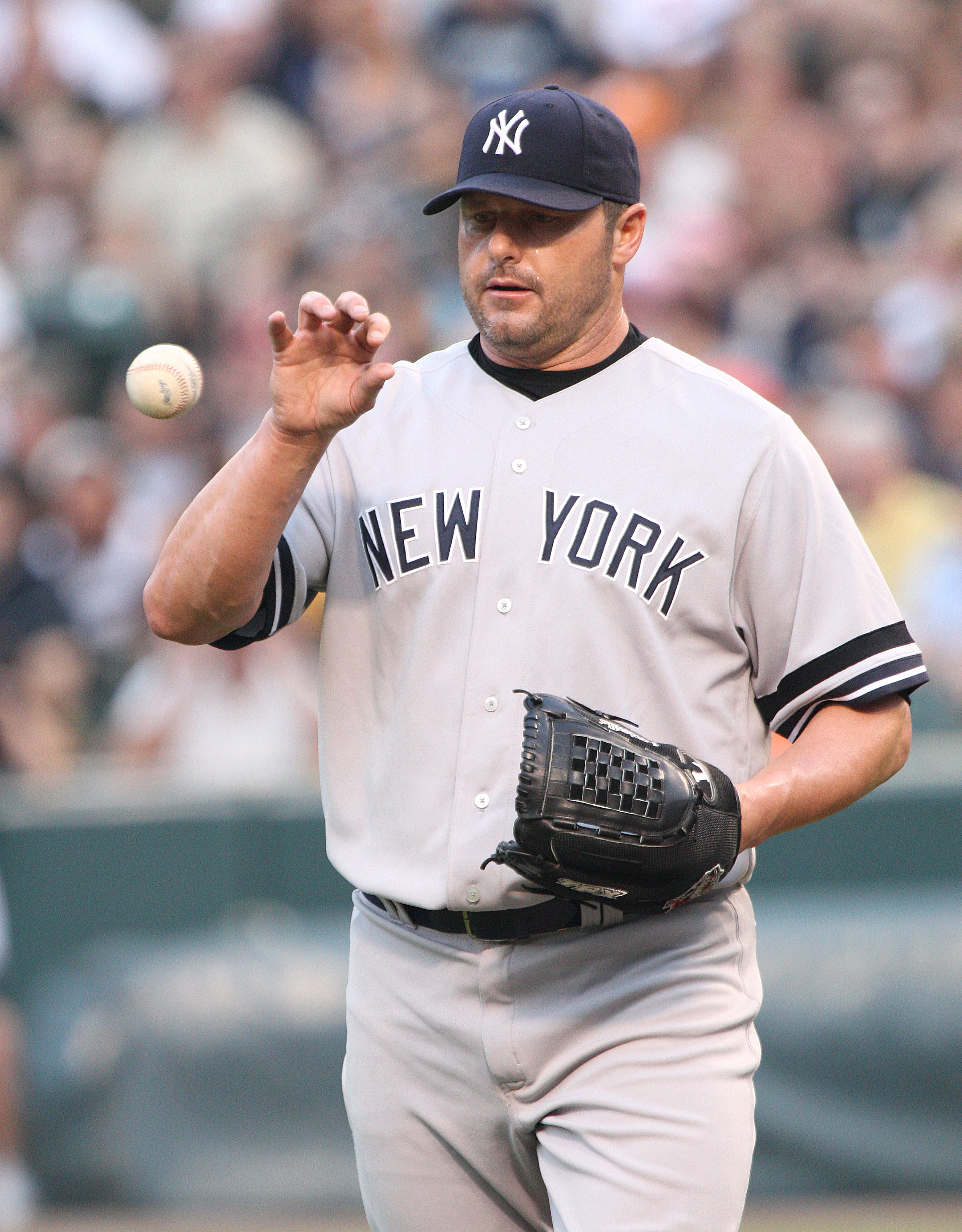
Mit sieben Cy Young Awards ist Roger Clemens Rekordpreisträger.

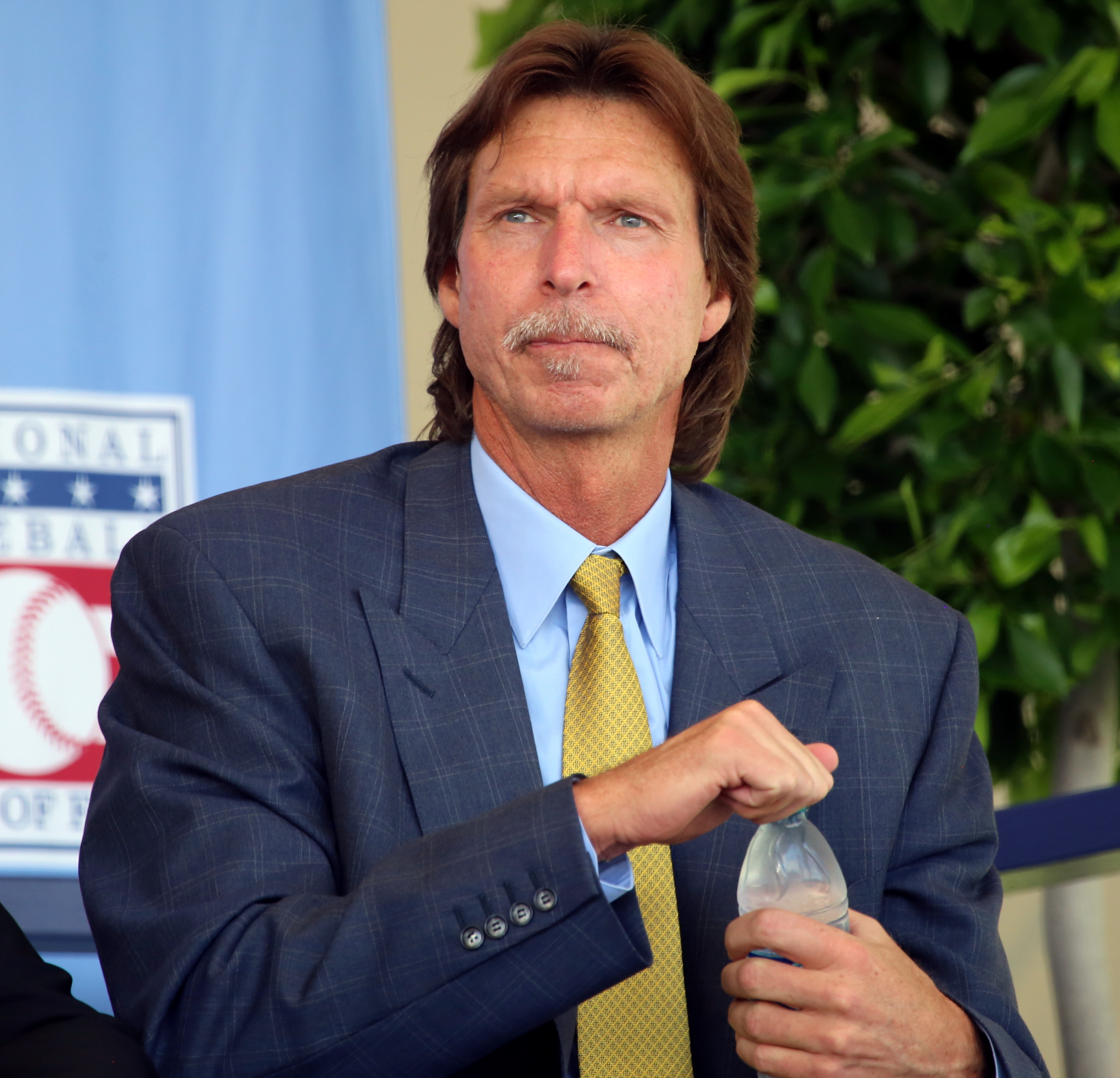
Randy Johnson ist mit fünf Auszeichnungen der zweiterfolgreichste Pitcher nach Clemens.

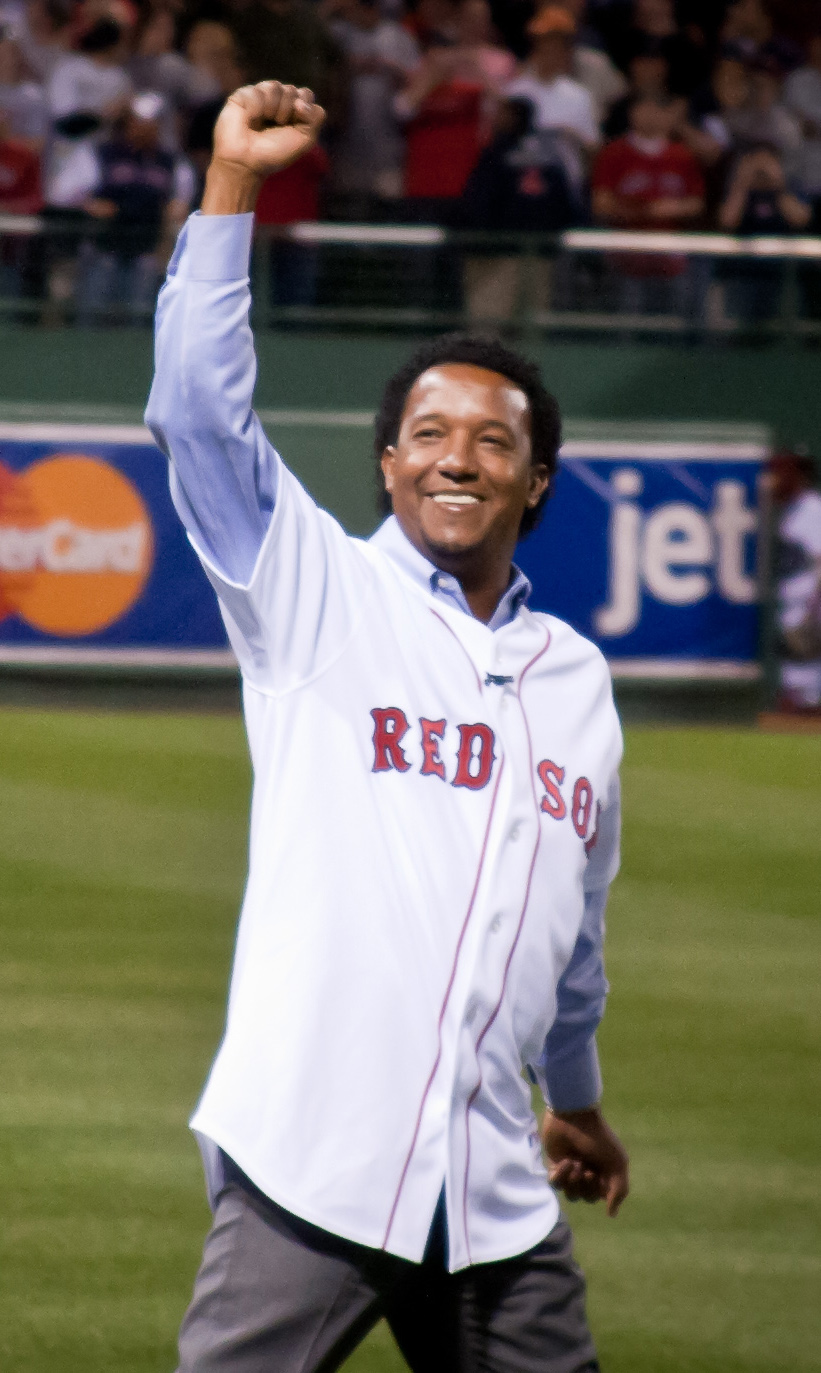
Pedro Martínez ist einer von sechs Pitchern, die den Cy Young Award in beiden Ligen gewannen.

### Gesamte Major Leagues (1956–1966)
Die nachfolgende Tabelle listet alle Gewinner des von beiden Ligen gemeinsam vergebenen Cy Young Awards auf.
Abkürzungen:  # = Pitcher ist Mitglied der Baseball Hall of Fame,  kursiv = Pitcher führte die MLB in dieser Statistik an,  Fett = Pitcher führte seine Liga in dieser Statistik an, W = Wins, L = Losses, SV = Saves, ERA = Earned Run Average, SO = Strikeouts, IP = Gepitchte Innings (Wenn ein Pitcher im laufenden Inning bei zum Beispiel einem Aus ausgewechselt wird entsteht ein Bruch. 1 1⁄3, oft auch 1.1 geschrieben, bedeutet somit, dass der Pitcher im zweiten Inning bei einem Aus ausgewechselt wurde)
| Jahr | Liga     | Name           |                    | Team                | W  | L  | SV | ERA  | SO  | IP      |
| ---- | -------- | -------------- | ------------------ | ------------------- | -- | -- | -- | ---- | --- | ------- |
| 1956 | National | Don Newcombe   | Vereinigte Staaten | Brooklyn Dodgers    | 27 | 7  | 0  | 3.06 | 139 | 268     |
| 1957 | National | Warren Spahn # | Vereinigte Staaten | Milwaukee Braves    | 21 | 11 | 3  | 2.69 | 111 | 271     |
| 1958 | American | Bob Turley     | Vereinigte Staaten | New York Yankees    | 21 | 7  | 1  | 2.97 | 168 | 245 1⁄3 |
| 1959 | American | Early Wynn #   | Vereinigte Staaten | Chicago White Sox   | 22 | 10 | 0  | 3.17 | 179 | 255 2⁄3 |
| 1960 | National | Vern Law       | Vereinigte Staaten | Pittsburgh Pirates  | 20 | 9  | 0  | 3.08 | 120 | 271 2⁄3 |
| 1961 | American | Whitey Ford #  | Vereinigte Staaten | New York Yankees    | 25 | 4  | 0  | 3.21 | 209 | 283     |
| 1962 | National | Don Drysdale # | Vereinigte Staaten | Los Angeles Dodgers | 25 | 9  | 1  | 2.84 | 232 | 314 1⁄3 |
| 1963 | National | Sandy Koufax # | Vereinigte Staaten | Los Angeles Dodgers | 25 | 5  | 0  | 1.88 | 306 | 311     |
| 1964 | American | Dean Chance    | Vereinigte Staaten | Los Angeles Angels  | 20 | 9  | 4  | 1.65 | 207 | 278 1⁄3 |
| 1965 | National | Sandy Koufax # | Vereinigte Staaten | Los Angeles Dodgers | 26 | 8  | 2  | 2.04 | 382 | 335 2⁄3 |
| 1966 | National | Sandy Koufax # | Vereinigte Staaten | Los Angeles Dodgers | 27 | 9  | 0  | 1.73 | 317 | 323     |

### American League (seit 1967)
Die nachfolgende Tabelle listet alle Gewinner des American League Cy Young Awards auf. 1969 erhielten Mike Cuellar und Denny McLain bei der Abstimmung dieselbe Punktzahl. Damit gewannen beiden den Cy Young Award und teilen sich somit die Auflistung in der Tabelle.
Abkürzungen:  # = Pitcher ist Mitglied der Baseball Hall of Fame,  kursiv = Pitcher führte die MLB in dieser Statistik an,  Fett = Pitcher führte seine Liga in dieser Statistik an, W = Wins, L = Losses, SV = Saves, ERA = Earned Run Average, SO = Strikeouts, IP = Gepitchte Innings (Wenn ein Pitcher im laufenden Inning bei zum Beispiel einem Aus ausgewechselt wird entsteht ein Bruch. 1 1⁄3, oft auch 1.1 geschrieben, bedeutet somit, dass der Pitcher im zweiten Inning bei einem Aus ausgewechselt wurde)
| Jahr | Name               |                         | Team                          | W  | L  | SV | ERA  | SO  | IP      |
| ---- | ------------------ | ----------------------- | ----------------------------- | -- | -- | -- | ---- | --- | ------- |
| 1967 | Jim Lonborg        | Vereinigte Staaten      | Boston Red Sox                | 22 | 9  | 0  | 3.16 | 246 | 273 1⁄3 |
| 1968 | Denny McLain       | Vereinigte Staaten      | Detroit Tigers                | 31 | 6  | 0  | 1.96 | 280 | 336     |
| 1969 | Mike Cuellar       | Vereinigte Staaten      | Baltimore Orioles             | 23 | 11 | 0  | 2.38 | 182 | 290 2⁄3 |
| 1969 | Denny McLain       | Vereinigte Staaten      | Detroit Tigers                | 24 | 9  | 0  | 2.80 | 181 | 325     |
| 1970 | Jim Perry          | Vereinigte Staaten      | Minnesota Twins               | 24 | 12 | 0  | 3.04 | 168 | 278 2⁄3 |
| 1971 | Vida Blue          | Vereinigte Staaten      | Oakland Athletics             | 24 | 8  | 0  | 1.82 | 301 | 312     |
| 1972 | Gaylord Perry #    | Vereinigte Staaten      | Cleveland Indians             | 24 | 16 | 1  | 1.92 | 234 | 342 2⁄3 |
| 1973 | Jim Palmer #       | Vereinigte Staaten      | Baltimore Orioles             | 22 | 9  | 1  | 2.40 | 158 | 296 1⁄3 |
| 1974 | Catfish Hunter #   | Vereinigte Staaten      | Oakland Athletics             | 25 | 12 | 0  | 2.49 | 143 | 318 1⁄3 |
| 1975 | Jim Palmer #       | Vereinigte Staaten      | Baltimore Orioles             | 23 | 11 | 1  | 2.09 | 193 | 323     |
| 1976 | Jim Palmer #       | Vereinigte Staaten      | Baltimore Orioles             | 22 | 13 | 0  | 2.51 | 159 | 315     |
| 1977 | Sparky Lyle        | Vereinigte Staaten      | New York Yankees              | 13 | 5  | 26 | 2.17 | 68  | 137     |
| 1978 | Ron Guidry         | Vereinigte Staaten      | New York Yankees              | 25 | 3  | 0  | 1.74 | 248 | 273 2⁄3 |
| 1979 | Mike Flanagan      | Vereinigte Staaten      | Baltimore Orioles             | 23 | 9  | 0  | 3.08 | 190 | 265 2⁄3 |
| 1980 | Steve Stone        | Vereinigte Staaten      | Baltimore Orioles             | 25 | 7  | 0  | 3.23 | 149 | 250 2⁄3 |
| 1981 | Rollie Fingers #   | Vereinigte Staaten      | Milwaukee Brewers             | 6  | 3  | 28 | 1.04 | 61  | 78      |
| 1982 | Pete Vuckovich     | Vereinigte Staaten      | Milwaukee Brewers             | 18 | 6  | 0  | 3.34 | 105 | 223 2⁄3 |
| 1983 | LaMarr Hoyt        | Vereinigte Staaten      | Chicago White Sox             | 24 | 10 | 0  | 3.66 | 148 | 260 2⁄3 |
| 1984 | Willie Hernández   | Vereinigte Staaten      | Detroit Tigers                | 9  | 3  | 32 | 1.92 | 112 | 140 1⁄3 |
| 1985 | Bret Saberhagen    | Vereinigte Staaten      | Kansas City Royals            | 20 | 6  | 0  | 2.87 | 158 | 235 1⁄3 |
| 1986 | Roger Clemens      | Vereinigte Staaten      | Boston Red Sox                | 24 | 4  | 0  | 2.48 | 238 | 254     |
| 1987 | Roger Clemens      | Vereinigte Staaten      | Boston Red Sox                | 20 | 9  | 0  | 2.97 | 256 | 281 2⁄3 |
| 1988 | Frank Viola        | Vereinigte Staaten      | Minnesota Twins               | 24 | 7  | 0  | 2.64 | 193 | 255 1⁄3 |
| 1989 | Bret Saberhagen    | Vereinigte Staaten      | Kansas City Royals            | 23 | 6  | 0  | 2.16 | 193 | 262 1⁄3 |
| 1990 | Bob Welch          | Vereinigte Staaten      | Oakland Athletics             | 27 | 6  | 0  | 2.95 | 127 | 238     |
| 1991 | Roger Clemens      | Vereinigte Staaten      | Boston Red Sox                | 18 | 10 | 0  | 2.62 | 241 | 271 1⁄3 |
| 1992 | Dennis Eckersley # | Vereinigte Staaten      | Oakland Athletics             | 7  | 1  | 51 | 1.91 | 93  | 80      |
| 1993 | Jack McDowell      | Vereinigte Staaten      | Chicago White Sox             | 22 | 10 | 0  | 3.37 | 158 | 256 2⁄3 |
| 1994 | David Cone         | Vereinigte Staaten      | Kansas City Royals            | 16 | 5  | 0  | 2.94 | 132 | 171 1⁄3 |
| 1995 | Randy Johnson #    | Vereinigte Staaten      | Seattle Mariners              | 18 | 2  | 0  | 2.48 | 294 | 214 1⁄3 |
| 1996 | Pat Hentgen        | Vereinigte Staaten      | Toronto Blue Jays             | 20 | 10 | 0  | 3.22 | 177 | 265 2⁄3 |
| 1997 | Roger Clemens      | Vereinigte Staaten      | Toronto Blue Jays             | 21 | 7  | 0  | 2.05 | 292 | 264     |
| 1998 | Roger Clemens      | Vereinigte Staaten      | Toronto Blue Jays             | 20 | 6  | 0  | 2.65 | 271 | 234 2⁄3 |
| 1999 | Pedro Martínez #   | Dominikanische Republik | Boston Red Sox                | 23 | 4  | 0  | 2.07 | 313 | 213 1⁄3 |
| 2000 | Pedro Martínez #   | Dominikanische Republik | Boston Red Sox                | 18 | 6  | 0  | 1.74 | 284 | 217     |
| 2001 | Roger Clemens      | Vereinigte Staaten      | New York Yankees              | 20 | 3  | 0  | 3.51 | 213 | 220 1⁄3 |
| 2002 | Barry Zito         | Vereinigte Staaten      | Oakland Athletics             | 23 | 5  | 0  | 2.75 | 182 | 229 1⁄3 |
| 2003 | Roy Halladay #     | Vereinigte Staaten      | Toronto Blue Jays             | 22 | 7  | 0  | 3.25 | 204 | 266     |
| 2004 | Johan Santana      | Venezuela               | Minnesota Twins               | 20 | 6  | 0  | 2.61 | 265 | 228     |
| 2005 | Bartolo Colón      | Vereinigte Staaten      | Los Angeles Angels of Anaheim | 21 | 8  | 0  | 3.48 | 157 | 222 2⁄3 |
| 2006 | Johan Santana      | Venezuela               | Minnesota Twins               | 19 | 6  | 0  | 2.77 | 245 | 233 2⁄3 |
| 2007 | C.C. Sabathia      | Vereinigte Staaten      | Cleveland Indians             | 19 | 7  | 0  | 3.21 | 209 | 241     |
| 2008 | Cliff Lee          | Vereinigte Staaten      | Cleveland Indians             | 22 | 3  | 0  | 2.54 | 170 | 223 1⁄3 |
| 2009 | Zack Greinke       | Vereinigte Staaten      | Kansas City Royals            | 16 | 8  | 0  | 2.16 | 242 | 229 1⁄3 |
| 2010 | Félix Hernández    | Venezuela               | Seattle Mariners              | 13 | 12 | 0  | 2.27 | 232 | 249 2⁄3 |
| 2011 | Justin Verlander   | Vereinigte Staaten      | Detroit Tigers                | 24 | 5  | 0  | 2.40 | 250 | 251     |
| 2012 | David Price        | Vereinigte Staaten      | Tampa Bay Rays                | 20 | 5  | 0  | 2.56 | 205 | 211     |
| 2013 | Max Scherzer       | Vereinigte Staaten      | Detroit Tigers                | 21 | 3  | 0  | 2.90 | 240 | 214 1⁄3 |
| 2014 | Corey Kluber       | Vereinigte Staaten      | Cleveland Indians             | 18 | 9  | 0  | 2.44 | 269 | 235 2⁄3 |
| 2015 | Dallas Keuchel     | Vereinigte Staaten      | Houston Astros                | 20 | 8  | 0  | 2.48 | 216 | 232     |
| 2016 | Rick Porcello      | Vereinigte Staaten      | Boston Red Sox                | 22 | 4  | 0  | 3.15 | 189 | 223     |
| 2017 | Corey Kluber       | Vereinigte Staaten      | Cleveland Indians             | 18 | 4  | 0  | 2.25 | 265 | 203 2⁄3 |
| 2018 | Blake Snell        | Vereinigte Staaten      | Tampa Bay Rays                | 21 | 5  | 0  | 1.89 | 221 | 180 2⁄3 |
| 2019 | Justin Verlander   | Vereinigte Staaten      | Houston Astros                | 21 | 6  | 0  | 2.58 | 300 | 223     |
| 2020 | Shane Bieber       | Vereinigte Staaten      | Cleveland Indians             | 8  | 1  | 0  | 1.63 | 122 | 77 1⁄3  |
| 2021 | Robbie Ray         | Vereinigte Staaten      | Toronto Blue Jays             | 13 | 7  | 0  | 2.84 | 284 | 193 1⁄3 |
| 2022 | Justin Verlander   | Vereinigte Staaten      | Houston Astros                | 18 | 4  | 0  | 1.75 | 185 | 175     |
| 2023 | Gerrit Cole        | Vereinigte Staaten      | New York Yankees              | 15 | 4  | 0  | 2.63 | 222 | 209     |

### National League (seit 1967)
Die nachfolgende Tabelle listet alle Gewinner des National League Cy Young Awards auf.
Abkürzungen:  # = Pitcher ist Mitglied der Baseball Hall of Fame,  kursiv = Pitcher führte die MLB in dieser Statistik an,  Fett = Pitcher führte seine Liga in dieser Statistik an, W = Wins, L = Losses, SV = Saves, ERA = Earned Run Average, SO = Strikeouts, IP = Gepitchte Innings (Wenn ein Pitcher im laufenden Inning bei zum Beispiel einem Aus ausgewechselt wird entsteht ein Bruch. 1 1⁄3, oft auch 1.1 geschrieben, bedeutet somit, dass der Pitcher im zweiten Inning bei einem Aus ausgewechselt wurde)
| Jahr | Name                |                         | Team                  | W  | L  | SV | ERA  | SO  | IP      |
| ---- | ------------------- | ----------------------- | --------------------- | -- | -- | -- | ---- | --- | ------- |
| 1967 | Mike McCormick      | Vereinigte Staaten      | San Francisco Giants  | 22 | 10 | 0  | 2.85 | 150 | 262 1⁄3 |
| 1968 | Bob Gibson #        | Vereinigte Staaten      | St. Louis Cardinals   | 22 | 9  | 0  | 1.12 | 268 | 304 2⁄3 |
| 1969 | Tom Seaver #        | Vereinigte Staaten      | New York Mets         | 25 | 7  | 0  | 2.21 | 208 | 273 1⁄3 |
| 1970 | Bob Gibson #        | Vereinigte Staaten      | St. Louis Cardinals   | 23 | 7  | 0  | 3.12 | 274 | 294     |
| 1971 | Ferguson Jenkins #  | Vereinigte Staaten      | Chicago Cubs          | 24 | 13 | 0  | 2.77 | 263 | 325     |
| 1972 | Steve Carlton #     | Vereinigte Staaten      | Philadelphia Phillies | 27 | 10 | 0  | 1.97 | 310 | 346 1⁄3 |
| 1973 | Tom Seaver #        | Vereinigte Staaten      | New York Mets         | 19 | 10 | 0  | 2.08 | 251 | 290     |
| 1974 | Mike Marshall       | Vereinigte Staaten      | Los Angeles Dodgers   | 15 | 12 | 21 | 2.42 | 143 | 208 1⁄3 |
| 1975 | Tom Seaver #        | Vereinigte Staaten      | New York Mets         | 22 | 9  | 0  | 2.38 | 243 | 280 1⁄3 |
| 1976 | Randy Jones         | Vereinigte Staaten      | San Diego Padres      | 22 | 14 | 0  | 2.74 | 93  | 315 1⁄3 |
| 1977 | Steve Carlton #     | Vereinigte Staaten      | Philadelphia Phillies | 23 | 10 | 0  | 2.64 | 198 | 283     |
| 1978 | Gaylord Perry #     | Vereinigte Staaten      | San Diego Padres      | 21 | 6  | 0  | 2.73 | 154 | 260 2⁄3 |
| 1979 | Bruce Sutter #      | Vereinigte Staaten      | Chicago Cubs          | 6  | 6  | 37 | 2.22 | 110 | 101 1⁄3 |
| 1980 | Steve Carlton #     | Vereinigte Staaten      | Philadelphia Phillies | 24 | 9  | 0  | 2.34 | 286 | 304     |
| 1981 | Fernando Valenzuela | Mexiko                  | Los Angeles Dodgers   | 13 | 7  | 0  | 2.48 | 180 | 192 1⁄3 |
| 1982 | Steve Carlton #     | Vereinigte Staaten      | Philadelphia Phillies | 23 | 11 | 0  | 3.10 | 286 | 295 2⁄3 |
| 1983 | John Denny          | Vereinigte Staaten      | Philadelphia Phillies | 19 | 6  | 0  | 2.37 | 139 | 242 2⁄3 |
| 1984 | Rick Sutcliffe      | Vereinigte Staaten      | Chicago Cubs          | 16 | 1  | 0  | 2.69 | 155 | 150 1⁄3 |
| 1985 | Dwight Gooden       | Vereinigte Staaten      | New York Mets         | 24 | 4  | 0  | 1.53 | 268 | 276 2⁄3 |
| 1986 | Mike Scott          | Vereinigte Staaten      | Houston Astros        | 18 | 10 | 0  | 2.22 | 306 | 275 1⁄3 |
| 1987 | Steve Bedrosian     | Vereinigte Staaten      | Philadelphia Phillies | 5  | 3  | 40 | 2.83 | 74  | 89      |
| 1988 | Orel Hershiser      | Vereinigte Staaten      | Los Angeles Dodgers   | 23 | 8  | 1  | 2.26 | 178 | 267     |
| 1989 | Mark Davis          | Vereinigte Staaten      | San Diego Padres      | 4  | 3  | 44 | 1.85 | 92  | 92 2⁄3  |
| 1990 | Doug Drabek         | Vereinigte Staaten      | Pittsburgh Pirates    | 22 | 6  | 0  | 2.76 | 131 | 231 1⁄3 |
| 1991 | Tom Glavine #       | Vereinigte Staaten      | Atlanta Braves        | 20 | 11 | 0  | 2.55 | 192 | 246 2⁄3 |
| 1992 | Greg Maddux #       | Vereinigte Staaten      | Chicago Cubs          | 20 | 11 | 0  | 2.18 | 199 | 268     |
| 1993 | Greg Maddux #       | Vereinigte Staaten      | Atlanta Braves        | 20 | 10 | 0  | 2.36 | 197 | 267     |
| 1994 | Greg Maddux #       | Vereinigte Staaten      | Atlanta Braves        | 16 | 6  | 0  | 1.56 | 156 | 202     |
| 1995 | Greg Maddux #       | Vereinigte Staaten      | Atlanta Braves        | 19 | 2  | 0  | 1.63 | 181 | 209 2⁄3 |
| 1996 | John Smoltz #       | Vereinigte Staaten      | Atlanta Braves        | 24 | 8  | 0  | 2.94 | 276 | 253 2⁄3 |
| 1997 | Pedro Martínez #    | Dominikanische Republik | Montreal Expos        | 17 | 8  | 0  | 1.90 | 305 | 241 1⁄3 |
| 1998 | Tom Glavine #       | Vereinigte Staaten      | Atlanta Braves        | 20 | 6  | 0  | 2.47 | 157 | 229 1⁄3 |
| 1999 | Randy Johnson #     | Vereinigte Staaten      | Arizona Diamondbacks  | 17 | 9  | 0  | 2.48 | 364 | 271 2⁄3 |
| 2000 | Randy Johnson #     | Vereinigte Staaten      | Arizona Diamondbacks  | 19 | 7  | 0  | 2.64 | 374 | 248 2⁄3 |
| 2001 | Randy Johnson #     | Vereinigte Staaten      | Arizona Diamondbacks  | 21 | 6  | 0  | 2.49 | 372 | 249 2⁄3 |
| 2002 | Randy Johnson #     | Vereinigte Staaten      | Arizona Diamondbacks  | 24 | 5  | 0  | 2.32 | 334 | 260     |
| 2003 | Éric Gagné          | Kanada                  | Los Angeles Dodgers   | 2  | 3  | 55 | 1.20 | 137 | 82 1⁄3  |
| 2004 | Roger Clemens       | Vereinigte Staaten      | Houston Astros        | 18 | 4  | 0  | 2.98 | 218 | 214 1⁄3 |
| 2005 | Chris Carpenter     | Vereinigte Staaten      | St. Louis Cardinals   | 21 | 5  | 0  | 2.83 | 213 | 241 2⁄3 |
| 2006 | Brandon Webb        | Vereinigte Staaten      | Arizona Diamondbacks  | 16 | 8  | 0  | 3.10 | 178 | 235     |
| 2007 | Jake Peavy          | Vereinigte Staaten      | San Diego Padres      | 19 | 6  | 0  | 2.54 | 240 | 223 1⁄3 |
| 2008 | Tim Lincecum        | Vereinigte Staaten      | San Francisco Giants  | 18 | 5  | 0  | 2.62 | 265 | 227     |
| 2009 | Tim Lincecum        | Vereinigte Staaten      | San Francisco Giants  | 15 | 7  | 0  | 2.48 | 261 | 225 1⁄3 |
| 2010 | Roy Halladay #      | Vereinigte Staaten      | Philadelphia Phillies | 21 | 10 | 0  | 2.44 | 219 | 250 2⁄3 |
| 2011 | Clayton Kershaw     | Vereinigte Staaten      | Los Angeles Dodgers   | 21 | 5  | 0  | 2.28 | 248 | 233 1⁄3 |
| 2012 | R.A. Dickey         | Vereinigte Staaten      | New York Mets         | 20 | 6  | 0  | 2.73 | 230 | 233 2⁄3 |
| 2013 | Clayton Kershaw     | Vereinigte Staaten      | Los Angeles Dodgers   | 16 | 9  | 0  | 1.83 | 232 | 236     |
| 2014 | Clayton Kershaw     | Vereinigte Staaten      | Los Angeles Dodgers   | 21 | 3  | 0  | 1.77 | 239 | 198 1⁄3 |
| 2015 | Jake Arrieta        | Vereinigte Staaten      | Chicago Cubs          | 22 | 6  | 0  | 1.77 | 236 | 229     |
| 2016 | Max Scherzer        | Vereinigte Staaten      | Washington Nationals  | 20 | 7  | 0  | 2.96 | 284 | 228 1⁄3 |
| 2017 | Max Scherzer        | Vereinigte Staaten      | Washington Nationals  | 16 | 6  | 0  | 2.51 | 268 | 200 2⁄3 |
| 2018 | Jacob deGrom        | Vereinigte Staaten      | New York Mets         | 10 | 9  | 0  | 1.70 | 269 | 217     |
| 2019 | Jacob deGrom        | Vereinigte Staaten      | New York Mets         | 11 | 8  | 0  | 2.43 | 255 | 204     |
| 2020 | Trevor Bauer        | Vereinigte Staaten      | Cincinnati Reds       | 5  | 4  | 0  | 1.73 | 100 | 73      |
| 2021 | Corbin Burnes       | Vereinigte Staaten      | Milwaukee Brewers     | 11 | 5  | 0  | 2.43 | 234 | 167     |
| 2022 | Sandy Alcántara     | Dominikanische Republik | Miami Marlins         | 14 | 9  | 0  | 2.28 | 207 | 228 2⁄3 |
| 2023 | Blake Snell         | Vereinigte Staaten      | San Diego Padres      | 14 | 9  | 0  | 2.25 | 234 | 180     |

## Ranglisten

### Gesamte MLB
Der in Dayton, im US-Bundesstaat Ohio geborene Roger Clemens ist mit sieben gewonnenen Cy Young Awards der erfolgreichste Pitcher in der Major League Baseball, gefolgt von Randy Johnson mit fünf Ehrungen.
Das erfolgreichste Franchise ist mit zwölf Auszeichnungen das Franchise der Dodgers, welches 1958 von Brooklyn in New York City nach Los Angeles umgezogen sind. Den zweiten Platz teilen sich mit jeweils sieben geehrten Spielern die Braves, Philadelphia Phillies, Boston Red Sox und New York Mets.
Insgesamt wurde die Trophäe 126 Mal verliehen. 117 Mal an Pitcher mit US-amerikanischer Staatsbürgerschaft, was einem Anteil von 92,9 % aller ausgezeichneten Spieler entspricht. Vier Mal wurden Pitcher aus der Dominikanischen Republik ausgezeichnet. Jeweils ein Mal Kanada und Mexiko.
|     | Spieler          | Anzahl |
| --- | ---------------- | ------ |
| 1.  | Roger Clemens    | 7      |
| 2.  | Randy Johnson    | 5      |
| 3.  | Steve Carlton    | 4      |
| 3.  | Greg Maddux      | 4      |
| 5.  | Clayton Kershaw  | 3      |
| 5.  | Sandy Koufax     | 3      |
| 5.  | Pedro Martínez   | 3      |
| 5.  | Jim Palmer       | 3      |
| 5.  | Max Scherzer     | 3      |
| 5.  | Tom Seaver       | 3      |
| 5.  | Justin Verlander | 3      |
| 11. | Jacob deGrom     | 2      |
| 11. | Bob Gibson       | 2      |
| 11. | Tom Glavine      | 2      |
| 11. | Roy Halladay     | 2      |
| 11. | Corey Kluber     | 2      |
| 11. | Tim Lincecum     | 2      |
| 11. | Denny McLain     | 2      |
| 11. | Gaylord Perry    | 2      |
| 11. | Bret Saberhagen  | 2      |
| 11. | Johan Santana    | 2      |
| 11. | Blake Snell      | 2      |

|     | Franchise                                          | Anzahl |
| --- | -------------------------------------------------- | ------ |
| 1.  | Brooklyn Dodgers / Los Angeles Dodgers             | 12     |
| 2.  | Milwaukee / Atlanta Braves                         | 7      |
| 2.  | Philadelphia Phillies                              | 7      |
| 2.  | Boston Red Sox                                     | 7      |
| 2.  | New York Mets                                      | 7      |
| 6.  | Baltimore Orioles                                  | 6      |
| 6.  | Cleveland Indians                                  | 6      |
| 8.  | Arizona Diamondbacks                               | 5      |
| 8.  | Detroit Tigers                                     | 5      |
| 8.  | New York Yankees                                   | 5      |
| 8.  | Oakland Athletics                                  | 5      |
| 8.  | Chicago Cubs                                       | 5      |
| 8.  | Toronto Blue Jays                                  | 5      |
| 8.  | San Diego Padres                                   | 5      |
| 14. | Kansas City Royals                                 | 4      |
| 14. | Minnesota Twins                                    | 4      |
| 14. | Houston Astros                                     | 4      |
| 18. | Chicago White Sox                                  | 3      |
| 18. | San Francisco Giants                               | 3      |
| 18. | St. Louis Cardinals                                | 3      |
| 18. | Montreal Expos / Washington Nationals              | 3      |
| 18. | Milwaukee Brewers                                  | 3      |
| 23. | Los Angeles Angels / Los Angeles Angels of Anaheim | 2      |
| 23. | Pittsburgh Pirates                                 | 2      |
| 23. | Seattle Mariners                                   | 2      |
| 23. | Tampa Bay Rays                                     | 2      |
| 27. | Miami Marlins                                      | 1      |
| 27. | Cincinnati Reds                                    | 1      |
| 29. | Colorado Rockies                                   | 0      |
| 29. | Texas Rangers                                      | 0      |

|    | Nationalität            | Anzahl |
| -- | ----------------------- | ------ |
| 1. | Vereinigte Staaten      | 117    |
| 2. | Dominikanische Republik | 4      |
| 3. | Venezuela               | 3      |
| 4. | Kanada                  | 1      |
| 4. | Mexiko                  | 1      |

### American League
Die American League wird mit sechs Auszeichnungen von Roger Clemens angeführt, gefolgt von Jim Palmer, der die Trophäe drei Mal im Trikot der Baltimore Orioles gewann.
Das erfolgreichste Franchise der American League sind die Boston Red Sox.
Insgesamt wurden 62 Spieler in der American League ausgezeichnet. 57 Spieler haben die US-amerikanische Staatsbürgerschaft, was einem Anteil von 91,9 % aller ausgezeichneten Spieler der American League entspricht. Drei Pitcher aus Venezuela und zwei aus der Dominikanischen Republik bilden die restlichen 8,1 % der geehrten Spieler.
|    | Spieler          | Anzahl |
| -- | ---------------- | ------ |
| 1. | Roger Clemens    | 6      |
| 2. | Jim Palmer       | 3      |
| 2. | Justin Verlander | 2      |
| 4. | Corey Kluber     | 2      |
| 4. | Pedro Martínez   | 2      |
| 4. | Denny McLain     | 2      |
| 4. | Bret Saberhagen  | 2      |
| 4. | Johan Santana    | 2      |

|     | Franchise                                          | Anzahl |
| --- | -------------------------------------------------- | ------ |
| 1.  | Boston Red Sox                                     | 7      |
| 2.  | Baltimore Orioles                                  | 6      |
| 2.  | Cleveland Indians                                  | 6      |
| 2.  | New York Yankees                                   | 6      |
| 4.  | Detroit Tigers                                     | 5      |
| 4.  | Oakland Athletics                                  | 5      |
| 4.  | Toronto Blue Jays                                  | 5      |
| 8.  | Kansas City Royals                                 | 4      |
| 8.  | Minnesota Twins                                    | 4      |
| 10. | Houston Astros                                     | 3      |
| 10. | Chicago White Sox                                  | 3      |
| 12. | Los Angeles Angels / Los Angeles Angels of Anaheim | 2      |
| 12. | Milwaukee Brewers                                  | 2      |
| 12. | Seattle Mariners                                   | 2      |
| 12. | Tampa Bay Rays                                     | 2      |
| 16. | Texas Rangers                                      | 0      |

|    | Nationalität            | Anzahl |
| -- | ----------------------- | ------ |
| 1. | Vereinigte Staaten      | 57     |
| 2. | Venezuela               | 3      |
| 3. | Dominikanische Republik | 2      |

### National League
Den ersten Platz in der National League teilen Greg Maddux, Randy Johnson und Steve Carlton mit jeweils vier Auszeichnungen angeführt. Den vierten Platz teilen sich Clayton Kershaw und Tom Seaver mit jeweils einer Ehrung.
Das Franchise mit den erfolgreichsten Pitchern ist das der Dodgers. Insgesamt wurden zwölf Pitcher, welche für die Brooklyn Dodgers oder Los Angeles Dodgers spielten, ausgezeichnet.
Insgesamt wurden 64 Spieler aus der National League ausgezeichnet. 60 davon waren US-Amerikaner, zwei kamen aus der Dominikanischen Republik und jeweils einer aus Kanada und Mexiko.
|    | Spieler         | Anzahl |
| -- | --------------- | ------ |
| 1. | Greg Maddux     | 4      |
| 1. | Randy Johnson   | 4      |
| 1. | Steve Carlton   | 4      |
| 4. | Clayton Kershaw | 3      |
| 4. | Tom Seaver      | 3      |
| 6. | Bob Gibson      | 2      |
| 6. | Jacob deGrom    | 2      |
| 6. | Max Scherzer    | 2      |
| 6. | Tim Lincecum    | 2      |
| 6. | Tom Glavine     | 2      |

|     | Franchise                              | Anzahl |
| --- | -------------------------------------- | ------ |
| 1.  | Brooklyn Dodgers / Los Angeles Dodgers | 12     |
| 2.  | Milwaukee / Atlanta Braves             | 7      |
| 2.  | New York Mets                          | 7      |
| 2.  | Philadelphia Phillies                  | 7      |
| 5.  | Arizona Diamondbacks                   | 5      |
| 5.  | Chicago Cubs                           | 5      |
| 5.  | San Diego Padres                       | 5      |
| 8.  | San Francisco Giants                   | 3      |
| 8.  | St. Louis Cardinals                    | 3      |
| 8.  | Montreal Expos / Washington Nationals  | 3      |
| 11. | Houston Astros                         | 2      |
| 11. | Pittsburgh Pirates                     | 2      |
| 13. | Cincinnati Reds                        | 1      |
| 13. | Milwaukee Brewers                      | 1      |
| 13. | Miami Marlins                          | 1      |
| 16. | Colorado Rockies                       | 0      |

|    | Nationalität            | Anzahl |
| -- | ----------------------- | ------ |
| 1. | Vereinigte Staaten      | 60     |
| 2. | Dominikanische Republik | 2      |
| 3. | Kanada                  | 1      |
| 3. | Mexiko                  | 1      |